# Cavour (C 550)
Cavour (C 550) (italijansko incrociatore portaeromobili Cavour (C 550)) je italijanska V/STOL letalonosilka, ki je tudi glavna ladja Italijanske mornarice (Marina Militare). Poimenovana je po politiku Camillu Bensu, grofu Cavourju. Gradnja se je začela leta 2001, v uporabi pa je od leta 2009 naprej.
Letalonosilka je dolga 244 metrov, široka 34 metrov in ima 8,7-metrski ugrez. Največji izpodriv je 27100 ton. Poganjajo jo štiri plinske turbine General Electric LM2500 s skupno močjo 88000 konjskih sil. Ima pa še šest dizelskih motorjev z močjo 13200 kW. Največja hitrost je 52 km/h, doseg pa 13000 kilometrov. 
Na letalonosilki je prostora za 20 zrakoplovov, med njimi so lovci F-35B in AV-8B Harrier II ter helikopterji AgustaWestland AW101A. Letala F-35B bodo postala sposobna boja leta 2024.